# Абамеликов, Соломон Иосифович
Соломон Иосифович Абамеликов (1853—1917) — русский военный деятель, генерал-лейтенант. Участник Русско-турецкой войны.

## Биография
Родился 20 ноября (2 декабря) 1853 года. В 1871 году окончил Московский 2-й кадетский корпус и в 1873 году 3-е Александровское военное училище и Михайловское артиллерийское училище по 1-му разряду произведён в прапорщики и был выпущен в 13-ю артиллерийскую бригаду. В 1874 году произведён в подпоручики, в 1876 году — в поручики.
Участвовал в Русско-турецкой войне; был адъютантом по хозяйственной части Александровской крепостной артиллерии. В 1878 году произведён в штабс-капитаны, а в 1881 году — «за отличие» в капитаны. Окончил Офицерскую артиллерийскую школу. Командовал ротой и батальоном.
В 1892 году произведён в подполковники. С 1893 года — командир 3-й батареи Карской крепостной артиллерии. С 1898 года — командир 1-й батареи Брест-Литовской крепостной артиллерии. В 1899 году «за отличие» был произведён в полковники. С 1901 года заведовал практическими занятиями и был командиром осадного дивизиона в Двинске. С 1903 года — командир 1-го осадного артиллерийского полка.
В 1906 году был произведён в генерал-майоры с назначением начальником управления и командующим Ковенской крепостной артиллерией. С 1913 года — в отставке, с производством в генерал-лейтенанты.

## Семья
Сын Николай — герой Первой мировой войны, кавалер Георгиевского оружия.